# A Division 1932-1933 (Irlanda)
La stagione 1932-1933 è stata la dodicesima edizione della League of Ireland, massimo livello del campionato di calcio irlandese.

## Classifica finale
|  | Pos. | Squadra          | Pt | G  | V  | N | P  | GF | GS | DR  |
|  | ---- | ---------------- | -- | -- | -- | - | -- | -- | -- | --- |
|  | 1.   | Dundalk          | 29 | 18 | 13 | 3 | 2  | 44 | 21 | +23 |
|  | 2.   | Shamrock Rovers  | 24 | 18 | 11 | 2 | 5  | 48 | 32 | +16 |
|  | 3.   | Shelbourne       | 23 | 18 | 10 | 3 | 5  | 45 | 26 | +19 |
|  | 4.   | Cork             | 21 | 18 | 10 | 1 | 7  | 35 | 35 | 0   |
|  | 5.   | Bray Unknowns    | 19 | 18 | 6  | 7 | 5  | 29 | 29 | 0   |
|  | 6.   | St. James's Gate | 17 | 18 | 8  | 1 | 9  | 39 | 41 | -2  |
|  | 7.   | Cork Bohemians   | 14 | 18 | 4  | 6 | 8  | 30 | 38 | -8  |
|  | 8.   | Dolphin          | 14 | 18 | 5  | 4 | 9  | 28 | 39 | -11 |
|  | 9.   | Bohemians        | 13 | 18 | 4  | 5 | 9  | 24 | 40 | -16 |
|  | 10.  | Drumcondra       | 6  | 18 | 1  | 4 | 13 | 22 | 43 | -21 |

Legenda:

         Campione d'Irlanda.
Note:
Due punti a vittoria, uno a pareggio, zero a sconfitta.

## Statistiche

### Primati stagionali
| Record - Maggior numero di vittorie: Dundalk (13) - Minor numero di sconfitte: Dundalk (2) - Miglior attacco: Shamrock Rovers (48) - Miglior difesa: Dundalk (21) - Miglior differenza reti: Dundalk (+23) - Maggior numero di pareggi: Bray Unknowns (7) - Minor numero di vittorie: Drumcondra (1) - Maggior numero di sconfitte: Drumcondra (13) - Peggiore attacco: Drumcondra (22) - Peggior difesa: Drumcondra (43) - Peggior differenza reti: Drumcondra (-21) |